# Яровое
Ярово́е — город (с 1993 г.) в Алтайском крае России. Образует городской округ город Яровое как единственный населённый пункт в его составе.

## Этимология
Основан в 1943 году как посёлок при химкомбинате. Название по расположению на берегу озера Большое Яровое. Гидроним от «яр» — «высокий крутой берег, подмываемый водой, обрыв у озера, сложенный рыхлыми отложениями».

## География
Расположен в зоне Кулундинской степи, на берегу Большого Ярового озера, в 18 км от границы с Казахстаном. Расстояние составляет до Барнаула 460 км, до Новосибирска 400 км, до Павлодара 150 км. Площадь территории города равна 4438 га, в том числе, земель сельскохозяйственного назначения 2768 га, из них занято садами 478 га.
Имеет рационально-планировочную структуру, для которой характерно функциональное зонирование. Город разделён на селитебную, промышленную и разделяющую их санитарно-защитную зону. В селитебной зоне расположены жилые кварталы А, Б и В, застроенные панельными пяти- и девятиэтажными домами, частный сектор, строящиеся Северный и Западный микрорайоны, предприятия культурно-бытового обслуживания. Для жилых кварталов характерен периметральный приём застройки с расположением зданий вдоль линий по всему периметру границ межмагистральных территорий. Застройка велась комплексно, включая в себя здания культурно-бытового обслуживания с благоустройством территории.
Преобладает умеренный климат с чертами резко континентального со значительным количеством осадков. Среднегодовая температура в городе — 7,8 °C. Среднегодовая норма осадков — 621 мм. Меньше всего осадков выпадает в марте, в среднем 32 мм. Большая часть осадков выпадает в июле, в среднем 91 мм. Самый теплый месяц июль — средняя температура 21,3 ° C. Самый холодный месяц январь — средняя температура −19 ° C.

## История
- 1942 год — начало строительства Славгородского химического завода.
- 1943 год — возникновение посёлка химиков, эвакуированного из Перекопа бромного завода. Считается годом основания Ярового.
- 1944 год — пуск завода и ТЭЦ.
- 1950—1958 годы — период становления завода и строительства первых объектов социально-бытового и культурного назначения.
- 1959 год — создание Славгородского общестроительного треста.
- 1960—1980 годы — период развёрнутого строительства предприятия и посёлка.
- 1981 год — награждение завода орденом Трудового Красного Знамени.
- 1980—1990 годы — интенсивное строительство посёлка: застройка новыми типами многоэтажных домов, закладка жилых кварталов А, Б, В со школами, детскими садами, магазинами, библиотекой, бассейном, спортивными сооружениями, санэпидемстанцией, больницами.
- 30 марта 1993 года — посёлок получил статус города краевого значения, ранее входил в состав города Славгорода.
- 1996 год — принятие Устава муниципального образования город Яровое Алтайского края.
- 2000—2006 годы — открытие городского музея, представительства Алтайского государственного института культуры, автостанции, утверждение герба города, проведение 5 краевых Дельфийских игр.
- 2004 год — на фоне продолжающегося упадка градообразующего предприятия ОАО «Алтайхимпром» начинается интенсивное развитие курортных объектов в береговой зоне Большого Ярового озера силами частных предпринимателей. Строятся пляжно-развлекательные комплексы «Причал 42» и «Причал 22».
- 3 октября 2011 года — начало процедуры банкротства ОАО «Алтайхимпром»[3].
- 15 июня 2012 года — безвозмездная передача ТЭЦ в муниципальную собственность по инициативе прежнего собственника ОАО «Алтайские гербициды»[4].

Распоряжением Правительства РФ от 29 июля 2014 года № 1398-р «Об утверждении перечня моногородов» городской округ город Яровое включён в категорию «Монопрофильные муниципальные образования Российской Федерации (моногорода), в которых имеются риски ухудшения социально-экономического положения».

## Население
| 1970    | 1979    | 1989    | 1996    | 1997    | 1998    | 1999    | 2000    | 2001    |
| ------- | ------- | ------- | ------- | ------- | ------- | ------- | ------- | ------- |
| 11 105  | ↗15 156 | ↗21 784 | ↗23 200 | ↘22 900 | ↘22 600 | ↘22 200 | ↘21 800 | ↘21 700 |
| 2002    | 2003    | 2004    | 2005    | 2006    | 2007    | 2008    | 2009    | 2010    |
| ↘21 363 | ↘21 319 | ↘21 156 | ↘20 998 | ↘20 746 | ↘20 527 | ↘20 300 | ↘20 132 | ↘18 604 |
| 2011    | 2012    | 2013    | 2014    | 2015    | 2016    | 2017    | 2018    | 2019    |
| ↘18 595 | ↘18 291 | ↘18 118 | ↗18 167 | ↗18 175 | ↘18 085 | ↗18 159 | ↘18 092 | ↘18 052 |
| 2020    | 2021    | 2022    | 2023    | 2024    |         |         |         |         |
| ↗18 053 | ↘16 424 | ↗17 693 | ↘16 447 | ↗16 528 |         |         |         |         |

Суммарная численность жителей на 2018 год составляла 18,1 тысяч человек.
На 1 января 2025 года по численности населения город находился на 737-м месте из 1124 городов Российской Федерации.

### Национальный состав[26]
| национальность | мужчин | женщин | всего  | %    |
| -------------- | ------ | ------ | ------ | ---- |
| русские        | 7933   | 9714   | 17 647 | 82,6 |
| украинцы       | 844    | 1137   | 1981   | 9,27 |
| немцы          | 531    | 584    | 1115   | 5,22 |
| татары         | 39     | 47     | 86     | 0,4  |
| белорусы       | 33     | 41     | 74     | 0,34 |
| казахи         | 26     | 35     | 61     | 0,28 |
| азербайджанцы  | 11     | 12     | 23     | 0,11 |
| болгары        | 10     | 11     | 21     | 0,1  |
| итого:         | 9576   | 11 787 | 21 363 | 100  |

## Промышленность
Градообразующее предприятие — ОАО «Алтайхимпром», выпускавшее лакокрасочные материалы, кремнийорганические и полиэтилсилоксановые жидкости, этилсиликат, бензойную кислоту, бензоат натрия, дезактивационные средства ДП-2Т, «Дезалтин», анестетик «Фторотан», товары бытовой химии. Предприятие прошло стадию банкротства. На его базе создано ПАО «Алтайский химпром» имени Г. С. Верещагина.

## Медицина
Имеется уникальная, единственная в Сибири краевая физиотерапевтическая больница «Озеро Яровое» по лечению грязями местных озёр кожных, неврологических, гинекологических заболеваний, болезней опорно-двигательной системы, а также санаторий «Химик».

## Туризм
После открытия на берегу озера пляжно-развлекательных комплексов «Причал 22» и «Причал 42» резко выросло количество отдыхающих. В летний период население Ярового увеличивается примерно на 80-100 тысяч человек, что связано с близостью города к солёным и пресным озёрам, вода и грязь которых имеет оздоравливающий эффект. Многие жители сдают свои квартиры и дома посуточно в летний период. Планируется строительство новых санаторных учреждений и баз отдыха.

## Общественный транспорт
Пригородные маршруты:
- № 102 Рынок — Медсанчасть № 128 (Славгород)
- № 102б Степные Зори (Славгород) — Рынок

Междугородние маршруты:
- № 761 Яровое — Рубцовск
- № 829 Яровое — Барнаул
- № 881 Яровое — Белокуриха
- № 4633 Яровое — Томск
- № 5057 Яровое — Новосибирск (аэропорт Толмачёво)
- № 5125 Яровое — Томск
- № 5374 Яровое — Новосибирск (Автостанция)
- № 5666 Яровое — Новосибирск (Новосибирск-Главный)

## Культура
Созданный в 1993 году комитет по культуре объединил учреждения культуры: ГДК «Химик», ДК «Строитель», детскую и взрослую библиотеки, детскую школу искусств, музей истории города, центр немецкой культуры, который осуществляет активную деятельность по сохранению и развитию традиций культуры и языка российских немцев. Работают две киноустановки, парк культуры и отдыха с аттракционами.
Одно из самых красивых зданий в городе — здание городского дома культуры «Химик» постановлением Алтайского КЗС от 11.03.1998 г. № 83 признано памятником истории и архитектуры.
В 2013 году был построен музей кочевых народов. В нём представлены юрты, в которых проживали представители различных народов Азии.
Выпускается газета «Яровские вести», вещает местная телекомпания «Яровое» (с 1991 года).

## Религия
- Ксение-Покровский монастырь.
- Церковь Бориса и Глеба.

## Радиовещание
- 68,6 МГц «Авторадио» (Славгород);
- 102,5 МГц «Русское радио» (Славгород);
- 103,1 МГц «Милицейская волна» + местное вещание «Катунь FM» (Славгород);
- 103,5 МГц «Радио России» + местное вещание ГТРК «Алтай» (Славгород);
- 105,8 МГц «Авторадио» (Славгород);
- 107,6 МГц «Дорожное радио»

## Спорт
Расположен муниципальный спорткомплекс «Химик» с хоккейной коробкой и футбольным полем, являющимся тренировочной базой для одноимённого футбольного клуба. В центре города расположен плавательный бассейн «Нептун». Есть два боксерских клуба «Ринг» и «Клуб Василия Ботвинова», два тренажёрных зала «Арго» и «Зал Морозова». При центре научно-технического творчества действуют секции мотокросса и картинга. В детско-юношеской спортивной школе занимается более 400 детей. Основные секции: бокс, каратэ-до, дзюдо, самбо, плавание, футбол, волейбол, оздоровительный фитнес, пулевая стрельба, лёгкая атлетика. Один из тренеров ДЮСШ Константин Аксамитовский с 2012 года является президентом федерации кобудо в Алтайском крае.